# Brahim Ghali
Brahim Ghali (16 de setembro de 1949) é um político saaráui, atual Presidente da República Árabe Saaraui Democrática desde 12 de julho de 2016, e ex-embaixador do país na Argélia. Ghali é uma figura histórica e pessoa chave na construção da identidade e auto-determinação da população e no movimento de independência do país do Marrocos.